# Bürgermeisterei Wittlich
Die Bürgermeisterei Wittlich im Kreis Wittlich im Regierungsbezirk Trier in der preußischen Rheinprovinz war eine Bürgermeisterei mit
1 Stadt, 5 Dörfern, 3 Weilern, 9 Höfen, 3 einzelnen Häusern, 6 Mühlen, welche 589 Feuerstellen und 3834 Einw. hatten (Stand 1828).
Darin:
- Wittlich, eine Stadt an der Lieser und an der Straße von Koblenz nach Trier. Die Stadt ist der Sitz der Kreisbehörde und eines Friedensgerichts für die Bürgermeistereien Wittlich, Bengel, Kröv, Heidweiler, Hetzerath, Osann, Salmrohr, Neuerburg und Sehlem, hat 2 Kath. Kirchen, 8 öffentliche Gebäude, mit dem Hof und Jägerhaus Vailz, der Basten-, Hasen- und Brücken-Mühle, 317 Privatwohnhäuser, 150 Scheunen und Ställe. Die Anzahl der Einwohner war 2323 (im Jahr 1828). Die Stadt hat 1 Wochenmarkt.
- Altrich mit dem Weiler Büscheid, den 4 Höfen und Jägerhause Haardt, der Roth- und Neu-Mühle, der Kath. Pfarrkirche nebst Pfarrhaus und Hof, 64 Fst., 460 Einw.;
- Lüxem mit 40 Fst., 250 Einw.;
- Bombogen mit den Weilern Belingen und Berlingen, 1 Katholischen Pfarrkirche, 41 Fst., 373 Einw.;
- Wengerohr mit den 3 Höfen Wahlholz, 22 Fst., 208 Einw.;
- Plein mit der Clause Unkenstein, 1 Mühle, 30 Fst., 220 Einwohnern.